# Metameur
Metameur (ehemals Om Tamer) ist ein Berberdorf mit etwa 1500 Einwohnern im Gouvernement Medenine im Süden Tunesiens.

## Lage
Metameur liegt in leicht erhöhtem Gelände ca. 100 m ü. d. M. etwa 7 km (Fahrtstrecke) nordwestlich von Medenine.

## Wirtschaft
Jahrhundertelang lebten die Bewohner des Ortes von der Landwirtschaft und vom Karawanenhandel. Heute besuchen viele Tagesausflügler von der Insel Djerba den Ksar.

## Geschichte
Wie bei den meisten von Berbern bewohnten Siedlungen des Maghreb ist über die frühere Geschichte des Ortes nichts bekannt.

## Sehenswürdigkeiten
Einzige Sehenswürdigkeit ist die Speicherburg (ksar) mit ihren um einen riesigen Hof herum gruppierten meist zweigeschossigen Kammern (ghorfas). Diese sind aus Bruchsteinen und Lehm errichtet, über Treppen oder mit Hilfe von Leitern erreichbar und – wahrscheinlich wegen des Mangels an geeigneten Hölzern – gewölbt. In Zeiten der Bedrohung konnte die Hoffläche für das Vieh genutzt werden; überwiegend jedoch diente sie als Rast- und Lagerplatz für Karawanen. Das genaue Alter des Bauwerks liegt im Dunkeln.